# Frauenwappen

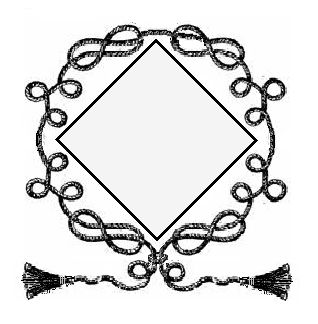
Damenschild in Rautenform mit Liebesseil und Liebesknoten

Darstellung des Wappens Zara Phillips

Darstellung des Wappens Zara Phillips mit Schleife, der Schild ornamental auslaufend

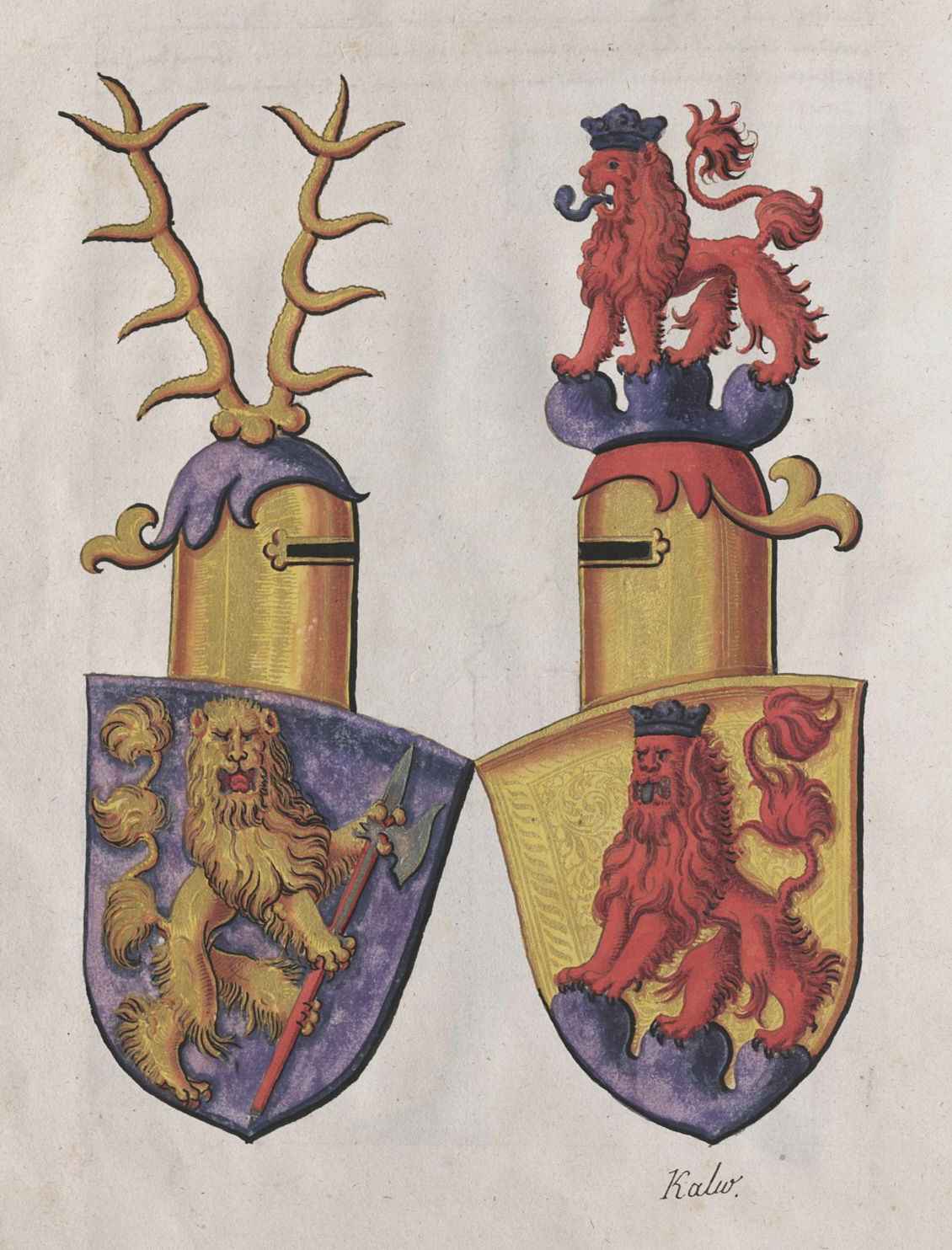
Ehe-/Allianzwappen eines Herren von Zimmern und einer Gräfin von Calw

Das Frauenwappen war eine in der Heraldik besonders Damen vorbehaltene Form, ein Wappen zu führen. Daher wird die hierfür bevorzugte Schildform, der Rautenschild, in diesem Kontext auch als Damenschild bezeichnet. Diese Schildform ist nie zum Kampf oder bei einem Turnier verwendet worden. Bevorzugt war die Rautenform in der englischen und französischen Heraldik. Die Rautenform kann auch ornamental in acht Ecken auslaufen. Die deutsche Wappenkunde hat sich nicht auf eine Form festgelegt, dennoch nahmen Frauen in der Frühzeit der Heraldik einen oval-spitzen Schild nach dem Muster, wie es auch Geistliche taten. Alle Schildformen des Damenschildes nahmen ihren Ursprung in der Siegelkunde.
Frauenwappen lassen sich bereits im 12. Jahrhundert nachweisen. Entweder führten die Frauen das väterliche Wappen oder das des Ehemannes. Auch die Vereinigung von Wappen des Vaters mit dem der Mutter war gebräuchlich. Ledige Frauen führten Wappen selten. Ausnahmen galten für höhergestellte Damen. Ab dem 16. Jahrhundert führen auch ledige Frauen ein Wappen.
In Großbritannien zeigt eine gebundene Schleife über dem Schild eine unverheiratete Frau an. Diese Schleife ist aber nicht zwingend darzustellen, denn dem Wappen sieht man auch ohne an, ob die Dame verheiratet ist oder nicht. Ist sie verheiratet, fällt die Schleife weg und der Schild wird durch eine senkrechte Linie „gespalten“. Die vordere Hälfte ist dem Wappenbild des Ehemanns vorbehalten.
Auch lehnt man zwei Schilde aneinander, zum Allianzwappen. In jedem Schild hat ein Ehepartner sein eigenes in die Ehe mitgebrachtes Wappen. Hier lehnt dann das Vaterwappen der Frau gegen das des Ehepartners. Im deutschsprachigen Gebieten, selten auch in anderen Ländern, werden beim Wappen der Frau auch beide entsprechende Helme mit Helmzieren dargestellt.
Die Liebesseile mit Liebesknoten unterstreichen die Partnerzusammengehörigkeit.
Die Wiederheirat der Frau führt häufig zu einer Dreizahl an Wappen. In diesem Fall lehnt rechts der Schild des neuen Partners, mittig steht das Vaterswappen der Frau und links der des verstorbenen Ehepartners.